# William Cochran
William Cochran (Clydesdale, Escocia; 1738-Glasgow, Escocia; 1785) fue un pintor escocés.

## Biografía
Nació en el valle de Strathearn, en Clydesdale, Escocia, y recibió su primera instrucción en la Academia de Pintura de Glasgow, fundada por los dos famosos impresores, Robert y Andrew Foulis. Alrededor de 1761 fue a Italia y estudió con Gavin Hamilton, y a su regreso a Glasgow, alrededor de 1766, practicó pintura de retratos tanto en óleo como en miniatura. Algunas piezas de fábula, ejecutadas por él cuando estaba en Roma, se encuentran en Glasgow. Era un artista modesto, y nunca exhibió sus obras, ni les puso su nombre.
Murió en Glasgow en 1785, y fue enterrado en la catedral, donde se erigió un monumento en su memoria. 